# Mbilinga FC
Mbilinga Football Club w skrócie Mbilinga FC – gaboński klub piłkarski grający niegdyś w gabońskiej pierwszej lidze, mający siedzibę w mieście Port-Gentil.

## Sukcesy
- I liga[1]:
  - mistrzostwo (1): 1995

- Puchar Gabonu[2]:
  - zwycięstwo (2): 1993, 1998

## Występy w afrykańskich pucharach
| Sezon | Rozgrywki                 | Runda       | Kraj                          | Klub                   | Dom  | Wyjazd   | Dwumecz                  |
| ----- | ------------------------- | ----------- | ----------------------------- | ---------------------- | ---- | -------- | ------------------------ |
| 1991  | Puchar Zdobywców Pucharów | 1           | Nigeria                       | Stationery Stores FC   | 2–0  | 1–1      | 3–1                      |
| 1991  | Puchar Zdobywców Pucharów | 2           | Burundi                       | AS Inter Star          | 1–0  | 1–3      | 2–3                      |
| 1993  | Puchar CAF                | 1           | Togo                          | Entente II             | 3–0  | 2–2      | 5–2                      |
| 1993  | Puchar CAF                | 2           | Kongo                         | Petrosport Brazzaville | 3–0  | 2–0      | 5–0                      |
| 1993  | Puchar CAF                | ćwierćfinał | Wybrzeże Kości Słoniowej      | Stella Club d’Adjamé   | 2–2  | 1–1      | 3–3                      |
| 1994  | Puchar Zdobywców Pucharów | 1           | Czad                          | Renaissance FC         | 13–0 | walkower | 13–0                     |
| 1994  | Puchar Zdobywców Pucharów | 2           | Liberia                       | LPRC Oilers            | –    | –        | walkower dla Mbilinga FC |
| 1994  | Puchar Zdobywców Pucharów | ćwierćfinał | Tanzania                      | Malindi SC             | 4–0  | 0–1      | 4–1                      |
| 1994  | Puchar Zdobywców Pucharów | półfinał    | Kenia                         | Kenya Breweries        | 1–1  | 0–3      | 1–4                      |
| 1995  | Puchar Mistrzów           | 1           | Zair                          | AS Vita Club           | 4–0  | 2–4      | 6–4                      |
| 1995  | Puchar Mistrzów           | 2           | Gambia                        | Real Bandżul           | 4–0  | 2–0      | 6–0                      |
| 1995  | Puchar Mistrzów           | ćwierćfinał | Południowa Afryka             | Orlando Pirates        | 2–1  | 0–3      | 2–4                      |
| 1996  | Puchar Zdobywców Pucharów | 1           | Angola                        | Atlético Sport Aviação | 4–2  | 1–1      | 5–3                      |
| 1996  | Puchar Zdobywców Pucharów | 2           | Nigeria                       | Katsina United FC      | 3–0  | 0–3      | 3–3 (k. 2–3)             |
| 1997  | Liga Mistrzów             | 1           | Demokratyczna Republika Konga | DC Motema Pembe        | 3–0  | 3–4      | 6–4                      |
| 1997  | Liga Mistrzów             | 2           | Maroko                        | Raja Casablanca        | 1–1  | 0–3      | 1–4                      |
| 1998  | Puchar Zdobywców Pucharów | 1           | Gwinea                        | AS Kaloum Star         | 1–0  | 1–2      | 2–2                      |
| 1998  | Puchar Zdobywców Pucharów | 2           | Demokratyczna Republika Konga | AS Dragons             | 0–0  | 1–0      | 1–0                      |
| 1998  | Puchar Zdobywców Pucharów | ćwierćfinał | Tunezja                       | Espérance Tunis        | 0–2  | 0–2      | 0–4                      |
| 2000  | Puchar CAF                | 1           | Nigeria                       | Iwuanyanwu Nationale   | 2–2  | 0–3      | 2–5                      |

## Stadion
Domowe mecze klub rozgrywa na stadionie o nazwie Stade Pierre Claver Divounguy w Port-Gentil, który może pomieścić 3932 widzów.

## Reprezentanci kraju grający w klubie od 1993 roku
Stan na styczeń 2023.
| - François Amégasse - Étienne Alain Djissikadié - Sylvain Kassa - Etienne Kassa-Ngoma - Germain Mendome - Tristan Mombo - Jean-Martin Mouloungui - Parfait Ndong | - Jonas Ogandaga - Valéry Ondo - Amel Rolenga - Théodore Zué Nguéma - Cyrille Ndonga - Friday Ekpo - Leslie Allen |